# Dysdera tystshenkoi
Dysdera tystshenkoi är en spindelart som beskrevs av Peter Mikhailovitch Dunin 1989. Dysdera tystshenkoi ingår i släktet Dysdera och familjen ringögonspindlar.
Artens utbredningsområde är Turkmenistan. Inga underarter finns listade i Catalogue of Life.